# 兵庫県立鈴蘭台高等学校
兵庫県立鈴蘭台高等学校（ひょうごけんりつすずらんだいこうとうがっこう）は兵庫県神戸市北区にあった県立高等学校。略称は鈴高（）。兵庫県立鈴蘭台西高等学校との統合により、2009年3月をもって閉校した。現在は同じ校地に兵庫県立神戸鈴蘭台高等学校が設置されている。

## 概観
六甲山地に連なる菊水山の中腹に位置し、校地内外ともに緑が多く自然豊かな学校として知られ、校地内に登山道も存在する。また、山を切り開いて学校が建てられているため、敷地内の高低差が大きく、正門側は最大勾配4.5パーセントの車道が、裏門側は100段超の階段がそれぞれ存在する。正門横に三等三角点が設置されており、その標高は350mである。これは、県内の公立高等学校では兵庫県立神戸甲北高等学校に次ぐ2番目の高さである。住所は山田町だが、正門、裏門はそれぞれ中里町と鈴蘭台東町に面している。
校舎は管理棟 (特別教室棟) と生徒棟 (普通教室棟) からなり、渡り廊下などでつながっている。ともに1964年竣工で、管理棟は地上4階・塔屋2階、生徒棟は地上4階である。校舎が古いこともあってバリアフリー設備はあまり整っておらず、エレベーターはない。標高が高く、また北区自体気温が低いことから、冬には各教室に石油ストーブが配備される。一方、周辺の小中学校などで使用されるのはガスストーブである。本校が石油ストーブを使用し続ける理由のひとつとして、普通教室棟にガス設備が存在しないことが挙げられる。竣工当初は暖炉を使用していた。

## 沿革

### 略歴
1950年代後半から兵庫県内では高等学校への入学志願者が急増し、戦後すぐから旧制中学校や旧制高等女学校を改組して設置されてきた従来の高等学校では需要に対応しきれなくなってきたことから、兵庫県内で戦後初となる完全な新設校として1963年に神戸市兵庫区の北部（現在の北区）に兵庫県立鈴蘭台高等学校が仮設校舎ながら設置された。
しかし2000年頃から少子化が顕在化し、県の財政も厳しいことから、神戸第二学区内の県立高等学校6校を統廃合によって5校に再編する方針が教育委員会で出された。当初は両校の距離が約300メートルと最も近い兵庫県立兵庫高等学校と兵庫県立夢野台高等学校の統合が模索されたが、両校はそれぞれ旧制中学校と旧制高等女学校の流れを汲む学校であり、統合に強く反発した。そこで、直線距離でも約2.5キロメートルあるものの次に距離が近い鈴蘭台高校と兵庫県立鈴蘭台西高等学校の合併が提案された。2006年両校の統廃合が発表されると、県立高校の再編が地域住民に十分な説明のないまま進められていることについて、県教育委員会に対し改めて説明と統廃合の考え直しを求める反対運動が行われた。
2007年鈴蘭台高校と鈴蘭台西高校は募集が停止され、鈴蘭台高校の校地に兵庫県立神戸鈴蘭台高等学校が新設された。

### 年表
- 1963年
  - 1月1日 - 神戸市兵庫区山田町小部字一ツ鍬山28番に仮設校舎で開設
  - 4月9日 - 第一回入学式挙行
- 1964年
  - 10月 - 神戸市兵庫区山田町下谷上字中一里山9番地に完成した本校舎へ移転
  - 11月4日 - 開校記念式挙行
- 1966年 - 第一回卒業式挙行
- 1992年 - 体育館を建て替え
- 1995年
  - 1月17日 - 阪神・淡路大震災が発生、校舎の一部に被害、翌週に授業再開
  - 2月8日 - 兵庫県立兵庫高等学校第2学年が校舎倒壊により入居
  - 4月 - 兵庫高校が兵庫県立鈴蘭台西高等学校グラウンドの仮設校舎に移転
- 2006年 - 鈴蘭台高校と鈴蘭台西高校の統合が発表される
- 2007年1月1日 - 鈴蘭台西高校と統合のため生徒募集を停止
- 2009年
  - 2月27日 - 引継記念式典挙行
  - 3月31日 - 閉校

## 基礎データ
いずれも廃止時のデータ。

### 所在地
- 兵庫県神戸市北区山田町下谷上字中一里山9番地の107

### 設置学科
- 全日制課程 普通科

### 通学区域

#### 神戸第二学区
- 神戸市
  - 兵庫区
  - 長田区の一部
  - 北区

#### 自由学区
- 神戸市
  - 西区の一部
- 三田市の一部
- 西宮市の一部

### アクセス
- 神戸電鉄鈴蘭台駅から徒歩20分
- 神鉄バス中里線中里北公園バス停下車徒歩5分
- 自転車通学・バイク通学は禁止である。

### 象徴
- 校名に鈴蘭と入っていることもあり、スズランのイメージが多用される。

#### 校訓
校訓は、「勤勉であれ・健全であれ・優雅であれ」である。

#### 校章
「髙」をスズランでかこんだものが使用された。

### 校則
- 家庭の事情が無い限り、アルバイトは禁止されている。許可なく行った場合は喫煙などと同様の処分となる。
- 携帯電話については、生徒会の校則改正運動により2007年度に校則が暫定改正され、始業時間までと昼休み、また放課後の校内での使用が認められている。
- 運転免許の取得は禁止されている。

## 学校行事

### 文化祭
文化祭は「鈴高祭」として有名であり、生徒・教員ともに力を入れ、一時は三宮との間にシャトルバスも運行された。伝統であるクラス劇は兵庫県立ピッコロ劇団の指導もあり、有名である。

## 部活動
廃止時点での部活動。

### 運動部
- サッカー部
- 野球部
- 陸上競技部
- ソフトテニス部（男女）
- バスケットボール部（男女）
- ハンドボール部（男女）
- バレーボール部（男女）
- 山岳部

- 水泳部
- 剣道部
- 柔道部
- 卓球部（男女）
- ラグビー部
- ソフトボール部
- テニス部（男女）

### 文化部
- 英語部
- 理科部
- 吹奏楽部
- 美術部
- 茶華道部
- 書道部
- 演劇部
- ギター部

### 同好会
- 琴同好会

### 独立委員会
- 図書委員会
- 放送委員会
- 編集委員会
- 福祉活動委員会

## 設備
- 体育館 - 2階建てで、1階には柔道場、剣道場、食堂などが入る予定だったが県の財政難などから見送られ、1階にはトレーニングルームのみが完成している。残りのスペースは、駐車場や運動部の雨天時の練習場として使用されている。
- 第一グラウンド (200メートルトラック・バックネット・スタンド)
- 第二グラウンド (球技場)
- テニスコート (硬式・軟式計4面)
- プール (25m8レーン)
- 柔道場・剣道場
- トレーニングルーム
- 食堂
- 図書室

## 学校関係者と組織

### 学校関係者組織
- 翠鈴会 - 同窓会で、神戸鈴蘭台高校の同窓会を兼ねている。神戸鈴蘭台高校講義棟に事務局(資料室)がある。部活動で活躍した生徒には、卒業時に翠鈴会から翠鈴杯が贈られる。
- 鈴蘭会 - 鈴蘭台高校、鈴蘭台西高校、神戸鈴蘭台高校の3校の旧職員と育友会・PTAの旧役員を中心とする卒業生の保護者が構成する親睦団体である。入会は任意。

### 学校関係者一覧

#### 出身者
- 李義昭（経済学者、元追手門学院大学大学院教授）
- 下塚誠（俳優、声優）
- 秋山大学（俳優、タレント(元たけし軍団の秋山見学者)）
- 耕笑園てつや（タレント）
- 上原みなみ（神戸市会議員、気象予報士、タレント）
- 島山清史（兵庫県議会議員）
- 中右貴久（歌手、俳優）
- 新納慎也（俳優）
- 和佐由紀子（元RCC中国放送アナウンサー）
- 湯川勇人（国際政治学者、広島大学准教授）
- 渡辺大知（俳優、歌手）